# Etaxalus iliacus
Etaxalus iliacus là một loài bọ cánh cứng trong họ Cerambycidae.